# لوکسشتدت
لوکسشتدت (به آلمانی: Loxstedt) یک شهر در آلمان است که در کوکسهاون واقع شده‌است. لوکسشتدت ۱۶٬۲۶۱ نفر جمعیت دارد.